# Heidi Rohiová
Heidi Rohiová (* 23. května 1966 Haapsalu, Sovětský svaz) je bývalá estonská sportovní šermířka, která se specializovala na šerm kordem. Estonsko reprezentovala v devadesátých letech a v prvním desetiletí jednadvacátého století. Na olympijských hrách startovala v roce 1996 v soutěži jednotlivkyň a družstev. V roce 2001 obsadila třetí místo na mistrovství Evropy v soutěži jednotlivkyň. S estonským družstvem kordistek vybojovala v roce 2002 druhé místo na mistrovství světa a v roce 2003 druhé místo na mistrovství Evropy.